# Hansenius torulosus
Hansenius torulosus är en spindeldjursart som först beskrevs av Albert Tullgren 1907.  Hansenius torulosus ingår i släktet Hansenius och familjen tvåögonklokrypare. Inga underarter finns listade i Catalogue of Life.